# سسکک سینه‌سیاه
سسکک سینه‌سیاه (نام علمی: Black-chested prinia) نام یک گونه از سرده سسکک است.

## نگارخانه

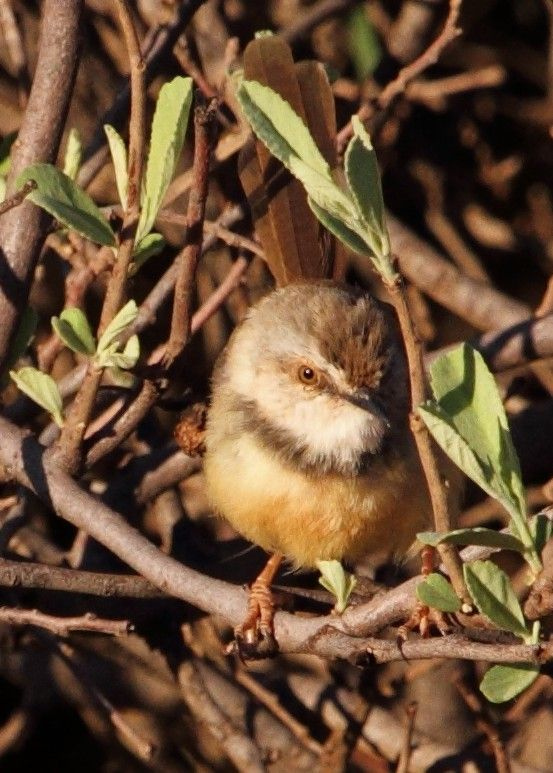